# ハスコヴォ・トロリーバス
ハスコヴォ・トロリーバス（ブルガリア語: Тролейбуси в Хасково）は、ブルガリアの都市であるハスコヴォのトロリーバス。2025年現在はハスコヴォトロリーバス輸送株式会社（ЕООД ”Тролейбусен транспорт” Хасково）によって運営されている。

## 概要
1980年代以降推奨された、ブルガリア国内におけるトロリーバス導入の一環として営業運転を開始した路線。営業運転開始年は1993年とされているが、それより前の1990年とする資料も存在する。市内中心部を巡る環状線と東部に向かう支線で路線が構成されており、2025年現在は以下の2系統が運行している。
| 系統番号 | 起点    | 終点    | 備考               |
| -------- | ------- | ------- | ------------------ |
| 108      | Орфей 1 | Орфей 1 | 環状系統           |
| 308      | ЗММ     | Орфей 1 | ラケット式環状系統 |

車両については、開業時に導入されたソビエト連邦やロシア連邦製のZiU-9、それらを置き換えるため各都市から譲渡されたシュコダ14Trを経て、2021年以降はチェコ各地のトロリーバス路線（プルゼニ、テプリツェ）から譲渡されたノンステップバス（シュコダ24Tr）が営業運転に使用されている。

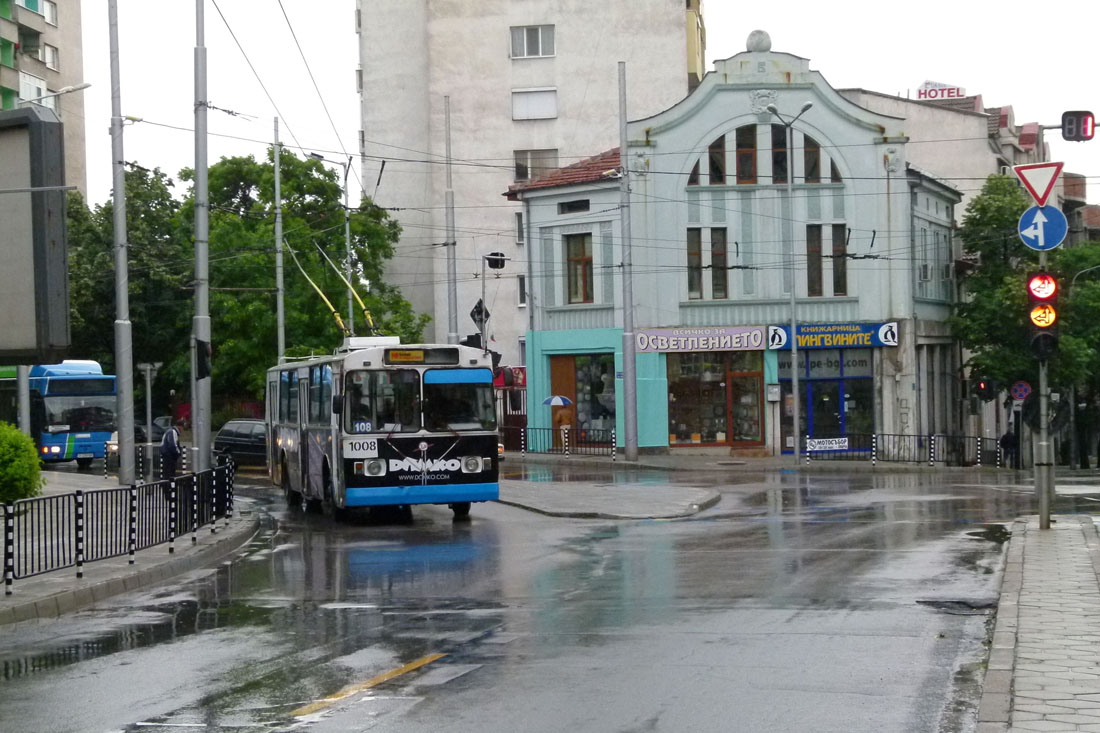
2010年代まで使用されたZiU-9（2016年撮影）